# Tōhoku (Aomori)
Tōhoku (東北町 Tōhoku-machi?) es un pueblo localizado en la prefectura de Aomori, Japón. En octubre de 2018 tenía una población de 17.138 habitantes y una densidad de población de 52,5 personas por km². Su área total es de 326,50 km².

## Geografía

### Municipios circundantes
- Prefectura de Aomori
  - Misawa
  - Towada
  - Noheji
  - Rokunohe
  - Rokkasho
  - Hiranai

## Demografía
Según datos del censo japonés, la población de Tōhoku ha disminuido en los últimos años.
| Año del censo | Población |
| ------------- | --------- |
| 1995          | 21.270    |
| 2000          | 20.591    |
| 2005          | 20.016    |
| 2010          | 19.106    |
| 2015          | 17.955    |